# Mario Pašalić
Mario Pašalić (IPA: [mâːrio pǎʃalitɕ]; Magonza, 9 febbraio 1995) è un calciatore croato, centrocampista dell'Atalanta e della nazionale croata.

## Biografia
Non va confuso con un altro Pašalić nonché quasi omonimo, Marco (classe 2000), anch'egli calciatore.
Viene soprannominato “Super” Mario.

## Caratteristiche tecniche
Mezzala molto duttile, predilige giocare nelle zone centrali del campo. Pašalić è in possesso di buone qualità in fase di impostazione; proprio per queste qualità viene impiegato spesso come regista o come trequartista. Ambidestro, il fisico gli permette di dare una mano anche in fase difensiva; inoltre, possiede un buon tiro (anche dalla distanza), un buon lancio lungo e una buona tecnica di base.

## Carriera

### Club

#### Hajduk Spalato
Inizia a giocare a calcio nel Gošk di Castel Abbadessa. Ben presto, grazie alle sue qualità, viene visionato e prelevato dall'Hajduk Spalato. Continua la sua maturazione nel settore giovanile della squadra spalatina fino a raggiungere il massimo traguardo juniores nazionale, vince il campionato croato U-19 segnando una doppietta in finale contro il Dinamo Zagabria. Sempre con il club di Spalato, il 13 aprile 2013, fa il suo esordio con la prima squadra nella partita vinta 2-1 contro il Cibalia subentrando al 90º minuto.. Conclude la sua prima stagione da professionista con 2 presenze
Il 13 luglio 2013 mette a segno il suo primo gol contro lo Zara. Il 14 settembre successivo sigla la sua prima doppietta ai danni della Dinamo Zagabria, la partita viene vinta, grazie ai suoi gol, 2-0. Conclude la sua seconda ed ultima stagione nell'Hajduk Spalato con 37 presenze e 11 reti.

#### Chelsea ed i vari prestiti
Con l'Hajduk aveva un contratto valido fino al 2017, ma il 9 luglio 2014 viene ceduto agli inglesi del Chelsea per una cifra vicino ai 3 milioni di euro, firmando un contratto di cinque anni.

#### Elche

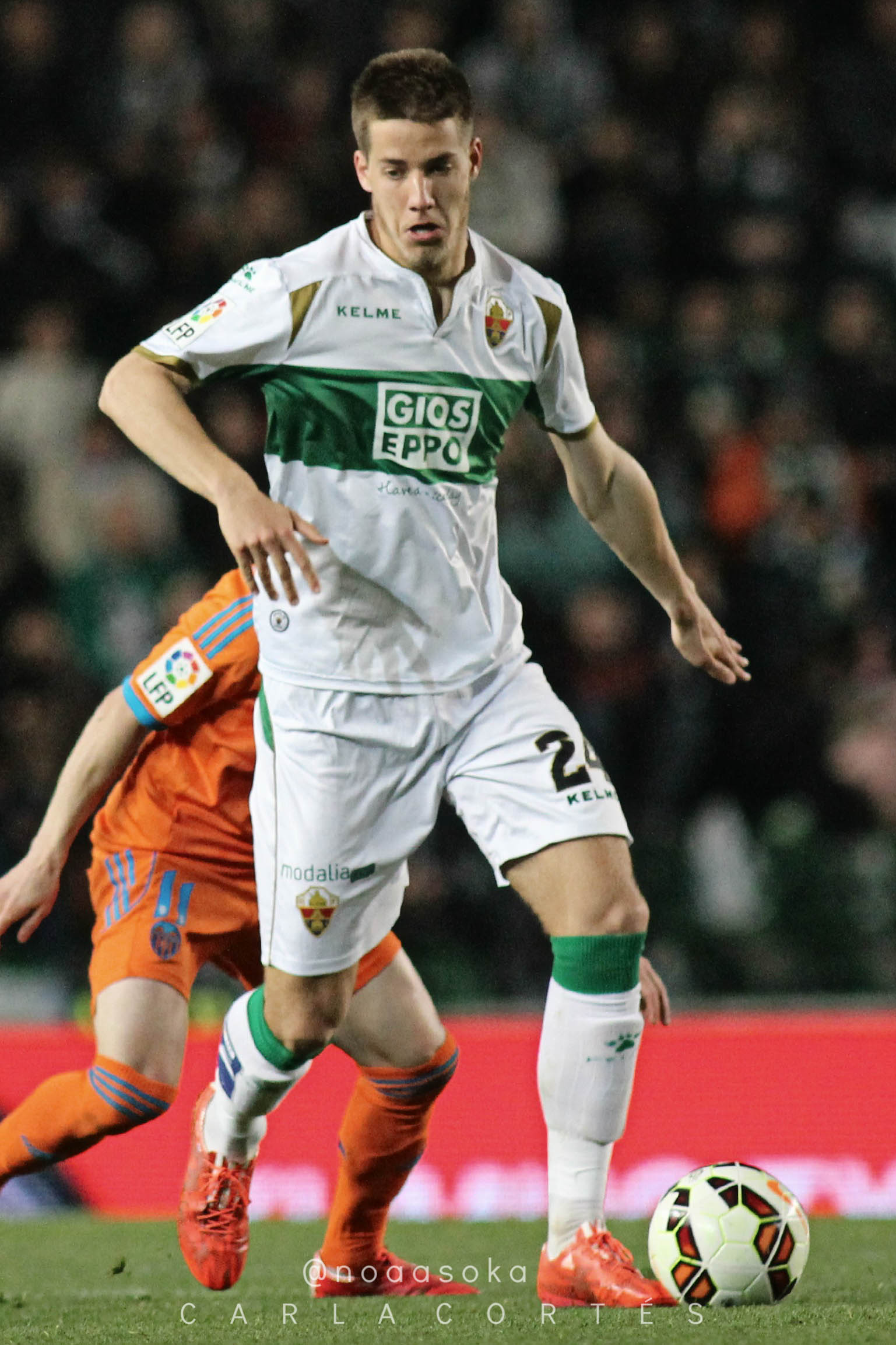
Pašalić con l'Elche nel 2015

Il 22 luglio 2014, dopo aver iniziato la preparazione con i blues, passa in prestito, per un anno, alla squadra spagnola dell'Elche. Debutta, con la maglia del club spagnolo, il 24 agosto successivo nella sconfitta per 3-0 contro il Barcellona. Il 12 aprile 2015 arriva il primo gol, con la nuova maglia, siglando il 0-2 finale nella vittoria esterna contro il Córdoba. Conclude il prestito all'Elche con un bottino di 35 presenze e 3 reti siglate.

#### Monaco
Il 3 luglio 2015 viene ceduto, in prestito, al Monaco nell'ambito dell'operazione che porta Radamel Falcao al Chelsea. L'esordio arriva il 28 luglio successivo in occasione della partita di qualificazione, per la Champions League, contro gli svizzeri dello Young Boys; in tale occasione mette a segno anche il gol del definitivo 3-1 in favore della sua squadra. Invece l'8 agosto 2015 arriva l'esordio in Ligue 1, in occasione della trasferta vinta, per 1-2, contro il Nizza. Il 16 ottobre successivo arriva il primo gol nel campionato francese, in occasione del pareggio interno, per 1-1, contro l'Olympique Lione. Conclude la stagione in Francia con un bottino di 29 presenze e 7 reti.

#### Milan
Il 27 agosto 2016 viene ufficializzato il suo trasferimento, in prestito, al club italiano del Milan. L'esordio arriva il 30 ottobre successivo in occasione della vittoria casalinga, per 1-0, contro il Pescara. Il 4 dicembre 2016 mette a segno la sua prima rete con la maglia rossonera in occasione della vittoria, per 2-1, contro il Crotone. Il 23 dicembre vince il suo primo trofeo con la squadra milanese, battendo la Juventus nella Supercoppa italiana ai rigori, realizzando proprio il rigore decisivo (punteggio finale 5-4 per il Milan). Conclude la stagione con un bottino di 27 presenze e 5 reti con l'aggiunta della vittoria della Supercoppa italiana.

#### Spartak Mosca

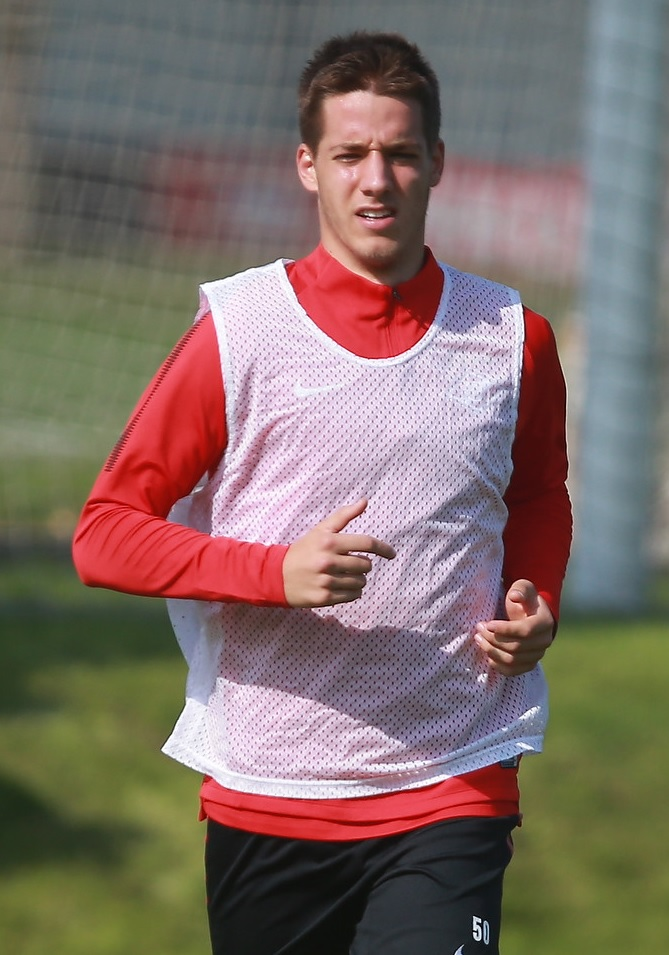
Pašalić in allenamento con la maglia dello Spartak Mosca nel settembre 2017.

Il 2 agosto 2017, dopo aver rinnovato il proprio contratto per ulteriori due anni con il Chelsea, viene ufficializzato il suo trasferimento, a titolo temporaneo, al club russo dello Spartak Mosca. L'esordio arriva quattro giorni più tardi in occasione della trasferta persa, per 5-1, contro lo Zenit San Pietroburgo. Il 12 agosto invece, nella trasferta persa, per 2-1, contro il CSKA Mosca, mette a segno la sua prima rete in terra russa. Chiude la stagione con 32 presenze e 5 reti messe a segno.

#### Atalanta
Il 25 luglio 2018 fa ritorno in Italia, passando in prestito per 1 milione di euro (con diritto di riscatto a 15 milioni) all'Atalanta. L'esordio con i bergamaschi arriva il 9 agosto successivo in occasione del terzo turno di Europa League contro gli israeliani dell'Hapoel Haifa dove mette a segno anche il momentaneo 3-1 del 4-1 finale a favore dei suoi. Il 20 agosto disputa anche la sua prima partita in campionato in occasione della vittoria, per 4-0, contro il Frosinone e anche in questa occasione mette a segno un gol.
Al termine di una stagione con 5 reti in 33 partite (4 di queste nel finale di campionato, di cui una importante nel successo per 2-1 in casa del Napoli e un'altra nel 3-1 al Sassuolo che ha consentito agli orobici di qualificarsi in Champions) non viene riscattato dai nerazzurri, salvo poi in seguito venire acquistato nuovamente in prestito anche per la stagione 2019-2020. In questa stagione trova più spazio dal 1º minuto e il 6 novembre 2019 nella quarta giornata del girone eliminatorio di Champions League, va a segno nella partita casalinga pareggiata per 1-1 contro il Manchester City, che coincide inoltre con il primo risultato positivo del club in questa competizione nella sua storia, dopo le tre sconfitte consecutive nelle prime tre giornate del girone stesso. Il 30 novembre seguente trova la sua prima doppietta in massima serie, nel successo per 3-0 degli orobici contro il Brescia, trovando la rete anche di tacco. Nella gara di ritorno contro i bresciani, il 14 luglio 2020, trova la prima tripletta da professionista nel successo bergamasco per 6-2. Il 12 agosto segna il gol dell'1-0 nei quarti di finale di Champions League contro il Paris Saint-Germain; successivamente, dopo 2 anni in prestito oneroso, viene riscattato per 15 milioni di €.
Nel 2020-2021 trova meno spazio rispetto all'anno prima a causa di una pubalgia che lo ha tenuto fuori tra novembre e gennaio; ciononostante raggiunge quota 100 presenze (tra campionato e coppe) coi bergamaschi il 3 febbraio 2021 nella gara di Coppa Italia pareggiata 0-0 in casa del Napoli. Realizza 6 gol in stagione (tutti in campionato), due di questi il 12 marzo 2021 nel successo per 3-1 contro lo Spezia.
L'anno successivo va a segno nella sconfitta per 2-3 contro il Milan del 3 ottobre 2021. Diciassette giorni dopo va a segno nella sconfitta per 3-2 in Champions contro il Manchester Utd, diventando il primo calciatore di una squadra italiana ad avere segnato in Champions League (Roberto Boninsegna ci era già riuscito nel 1976/77, ma in Coppa UEFA) contro entrambe le squadre di Manchester. Il 20 novembre realizza una doppietta nel successo per 5-2 contro lo Spezia. Dieci giorni dopo realizza una tripletta nel successo per 4-0 contro il Venezia (la seconda in massima serie per lui).
Nell'annata 2023-2024, contribuisce alla vittoria dell'Europa League da parte degli orobici, arrivata in seguito al successo in finale sul Bayer Leverkusen, che ha rappresentato il primo trofeo europeo nella storia del club.

### Nazionale
Ha giocato con le nazionali croate Under-15, Under-16, Under-17, Under-19 ed Under-21.
Il 4 settembre 2014, esordisce con la maglia della nazionale maggiore, in occasione della partita amichevole vinta per 2-0 contro Cipro. Viene inserito nei preconvocati per i Mondiali di Russia 2018, salvo poi venire escluso dalla lista definitiva.
Dopo i Mondiali, viene convocato frequentemente in nazionale, seppur non scendendo in campo con continuità a causa della forte concorrenza nel suo ruolo. Il 15 ottobre 2020, realizza la sua prima rete con la Croazia, segnando il decisivo 2-1 in amichevole contro la Svizzera. Nel 2021, viene convocato per gli europei, in cui gioca 2 delle 4 gare dei croati eliminati agli ottavi dalla Spagna ai supplementari, segnando il gol del provvisorio 3-3. Il 7 settembre 2021, allo stadio Poljud di Spalato, mette a referto la seconda rete nel successo per 3-0 ai danni della Slovenia.
Il 9 novembre del 2022, viene inserito dal CT Zlatko Dalić nella lista dei convocati per i Mondiali di calcio in Qatar.
Il 5 dicembre del 2022, segna il rigore decisivo dell'ottavo di finale dei Mondiali di calcio Croazia - Giappone, sempre a Doha e nella stessa porta nella quale aveva segnato il rigore decisivo nella Supercoppa italiana del 2016 Milan - Juventus.

## Statistiche

### Presenze e reti nei club
Statistiche aggiornate al 25 maggio 2025.
| Stagione              | Squadra               | Campionato            | Campionato | Campionato | Coppe nazionali | Coppe nazionali | Coppe nazionali | Coppe continentali | Coppe continentali | Coppe continentali | Altre coppe | Altre coppe | Altre coppe | Totale | Totale |
| Stagione              | Squadra               | Comp                  | Pres       | Reti       | Comp            | Pres            | Reti            | Comp               | Pres               | Reti               | Comp        | Pres        | Reti        | Pres   | Reti   |
| --------------------- | --------------------- | --------------------- | ---------- | ---------- | --------------- | --------------- | --------------- | ------------------ | ------------------ | ------------------ | ----------- | ----------- | ----------- | ------ | ------ |
| 2012-2013             | Hajduk Spalato        | 1. HNL                | 2          | 0          | CC              | 0               | 0               | UEL                | 0                  | 0                  | -           | -           | -           | 2      | 0      |
| 2013-2014             | Hajduk Spalato        | 1. HNL                | 30         | 11         | CC              | 3               | 0               | UEL                | 3                  | 0                  | SC          | 1           | 0           | 37     | 11     |
| Totale Hajduk Spalato | Totale Hajduk Spalato | Totale Hajduk Spalato | 32         | 11         |                 | 3               | 0               |                    | 3                  | 0                  |             | 1           | 0           | 39     | 11     |
| 2014-2015             | Elche                 | PD                    | 31         | 3          | CR              | 4               | 0               | -                  | -                  | -                  | -           | -           | -           | 35     | 3      |
| 2015-2016             | Monaco                | L1                    | 16         | 3          | CF+CdL          | 3+1             | 2+0             | UCL+UEL            | 4+5                | 2+0                | -           | -           | -           | 29     | 7      |
| 2016-2017             | Milan                 | A                     | 24         | 5          | CI              | 2               | 0               | -                  | -                  | -                  | SI          | 1           | 0           | 27     | 5      |
| 2017-2018             | Spartak Mosca         | PL                    | 21         | 4          | CR              | 4               | 1               | UCL+UEL            | 6+1                | 0                  | SR          | 0           | 0           | 32     | 5      |
| 2018-2019             | Atalanta              | A                     | 33         | 5          | CI              | 5               | 2               | UEL                | 4                  | 1                  | -           | -           | -           | 42     | 8      |
| 2019-2020             | Atalanta              | A                     | 35         | 9          | CI              | 1               | 0               | UCL                | 9                  | 3                  | -           | -           | -           | 45     | 12     |
| 2020-2021             | Atalanta              | A                     | 25         | 6          | CI              | 3               | 0               | UCL                | 5                  | 0                  | -           | -           | -           | 33     | 6      |
| 2021-2022             | Atalanta              | A                     | 37         | 13         | CI              | 2               | 0               | UCL+UEL            | 5+4                | 1                  | -           | -           | -           | 48     | 14     |
| 2022-2023             | Atalanta              | A                     | 32         | 5          | CI              | 1               | 0               | -                  | -                  | -                  | -           | -           | -           | 33     | 5      |
| 2023-2024             | Atalanta              | A                     | 34         | 6          | CI              | 5               | 1               | UEL                | 11                 | 1                  | -           | -           | -           | 50     | 8      |
| 2024-2025             | Atalanta              | A                     | 34         | 3          | CI              | 2               | 0               | UCL                | 10                 | 3                  | SI+SU       | 0+1         | 0           | 47     | 6      |
| Totale Atalanta       | Totale Atalanta       | Totale Atalanta       | 230        | 47         |                 | 19              | 3               |                    | 48                 | 9                  |             | 1           | 0           | 298    | 59     |
| Totale carriera       | Totale carriera       | Totale carriera       | 354        | 73         |                 | 36              | 6               |                    | 67                 | 11                 |             | 3           | 0           | 460    | 90     |

### Cronologia presenze e reti in nazionale
| Cronologia completa delle presenze e delle reti in nazionale ― Croazia | Cronologia completa delle presenze e delle reti in nazionale ― Croazia | Cronologia completa delle presenze e delle reti in nazionale ― Croazia | Cronologia completa delle presenze e delle reti in nazionale ― Croazia | Cronologia completa delle presenze e delle reti in nazionale ― Croazia | Cronologia completa delle presenze e delle reti in nazionale ― Croazia | Cronologia completa delle presenze e delle reti in nazionale ― Croazia | Cronologia completa delle presenze e delle reti in nazionale ― Croazia |
| Data                                                                   | Città                                                                  | In casa                                                                | Risultato                                                              | Ospiti                                                                 | Competizione                                                           | Reti                                                                   | Note                                                                   |
| ---------------------------------------------------------------------- | ---------------------------------------------------------------------- | ---------------------------------------------------------------------- | ---------------------------------------------------------------------- | ---------------------------------------------------------------------- | ---------------------------------------------------------------------- | ---------------------------------------------------------------------- | ---------------------------------------------------------------------- |
| 4-9-2014                                                               | Pola                                                                   | Croazia                                                                | 2 – 0                                                                  | Cipro                                                                  | Amichevole                                                             | -                                                                      | 61’ 62’                                                                |
| 7-6-2015                                                               | Varaždin                                                               | Croazia                                                                | 4 – 0                                                                  | Gibilterra                                                             | Amichevole                                                             | -                                                                      | 65’                                                                    |
| 6-10-2017                                                              | Fiume                                                                  | Croazia                                                                | 1 – 1                                                                  | Finlandia                                                              | Qual. Mondiali 2018                                                    | -                                                                      | 85’                                                                    |
| 9-10-2017                                                              | Kiev                                                                   | Ucraina                                                                | 0 – 2                                                                  | Croazia                                                                | Qual. Mondiali 2018                                                    | -                                                                      | 88’                                                                    |
| 9-11-2017                                                              | Zagabria                                                               | Croazia                                                                | 4 – 1                                                                  | Grecia                                                                 | Qual. Mondiali 2018                                                    | -                                                                      | 89’                                                                    |
| 27-3-2018                                                              | Arlington                                                              | Messico                                                                | 0 – 1                                                                  | Croazia                                                                | Amichevole                                                             | -                                                                      | 72’                                                                    |
| 6-9-2018                                                               | Faro                                                                   | Portogallo                                                             | 1 – 1                                                                  | Croazia                                                                | Amichevole                                                             | -                                                                      | 55’                                                                    |
| 15-10-2018                                                             | Fiume                                                                  | Croazia                                                                | 2 – 1                                                                  | Giordania                                                              | Amichevole                                                             | -                                                                      |                                                                        |
| 8-6-2019                                                               | Osijek                                                                 | Croazia                                                                | 2 – 1                                                                  | Galles                                                                 | Qual. Euro 2020                                                        | -                                                                      | 67’                                                                    |
| 11-6-2019                                                              | Varaždin                                                               | Croazia                                                                | 1 – 2                                                                  | Tunisia                                                                | Amichevole                                                             | -                                                                      | 70’                                                                    |
| 6-9-2019                                                               | Bratislava                                                             | Slovacchia                                                             | 0 – 4                                                                  | Croazia                                                                | Qual. Euro 2020                                                        | -                                                                      | 83’                                                                    |
| 19-11-2019                                                             | Pola                                                                   | Croazia                                                                | 2 – 1                                                                  | Georgia                                                                | Amichevole                                                             | -                                                                      |                                                                        |
| 5-9-2020                                                               | Porto                                                                  | Portogallo                                                             | 4 – 1                                                                  | Croazia                                                                | UEFA Nations League 2020-2021 - 1º turno                               | -                                                                      | 61’                                                                    |
| 8-9-2020                                                               | Saint-Denis                                                            | Francia                                                                | 4 – 2                                                                  | Croazia                                                                | UEFA Nations League 2020-2021 - 1º turno                               | -                                                                      | 66’                                                                    |
| 7-10-2020                                                              | San Gallo                                                              | Svizzera                                                               | 1 – 2                                                                  | Croazia                                                                | Amichevole                                                             | 1                                                                      | 75’                                                                    |
| 11-10-2020                                                             | Zagabria                                                               | Croazia                                                                | 2 – 1                                                                  | Svezia                                                                 | UEFA Nations League 2020-2021 - 1º turno                               | -                                                                      | 61’                                                                    |
| 14-10-2020                                                             | Zagabria                                                               | Croazia                                                                | 1 – 2                                                                  | Francia                                                                | UEFA Nations League 2020-2021 - 1º turno                               | -                                                                      | 46’                                                                    |
| 11-11-2020                                                             | Istanbul                                                               | Turchia                                                                | 3 – 3                                                                  | Croazia                                                                | Amichevole                                                             | 1                                                                      | 77’                                                                    |
| 14-11-2020                                                             | Solna                                                                  | Svezia                                                                 | 2 – 1                                                                  | Croazia                                                                | UEFA Nations League 2020-2021 - 1º turno                               | -                                                                      | 63’                                                                    |
| 17-11-2020                                                             | Spalato                                                                | Croazia                                                                | 2 – 3                                                                  | Portogallo                                                             | UEFA Nations League 2020-2021 - 1º turno                               | -                                                                      | 64’                                                                    |
| 24-3-2021                                                              | Lubiana                                                                | Slovenia                                                               | 1 – 0                                                                  | Croazia                                                                | Qual. Mondiali 2022                                                    | -                                                                      | 83’                                                                    |
| 27-3-2021                                                              | Fiume                                                                  | Croazia                                                                | 1 – 0                                                                  | Cipro                                                                  | Qual. Mondiali 2022                                                    | 1                                                                      | 66’                                                                    |
| 30-3-2021                                                              | Fiume                                                                  | Croazia                                                                | 3 – 0                                                                  | Malta                                                                  | Qual. Mondiali 2022                                                    | -                                                                      | 54’                                                                    |
| 1-6-2021                                                               | Velika Gorica                                                          | Croazia                                                                | 1 – 1                                                                  | Armenia                                                                | Amichevole                                                             | -                                                                      | 26’                                                                    |
| 6-6-2021                                                               | Bruxelles                                                              | Belgio                                                                 | 1 – 0                                                                  | Croazia                                                                | Amichevole                                                             | -                                                                      | 61’                                                                    |
| 13-6-2021                                                              | Londra                                                                 | Inghilterra                                                            | 1 – 0                                                                  | Croazia                                                                | Euro 2020 - 1º turno                                                   | -                                                                      | 85’                                                                    |
| 28-6-2021                                                              | Copenaghen                                                             | Croazia                                                                | 3 – 5 dts                                                              | Spagna                                                                 | Euro 2020 - Ottavi di finale                                           | 1                                                                      | 79’                                                                    |
| 1-9-2021                                                               | Mosca                                                                  | Russia                                                                 | 0 – 0                                                                  | Croazia                                                                | Qual. Mondiali 2022                                                    | -                                                                      | 70’                                                                    |
| 4-9-2021                                                               | Bratislava                                                             | Slovacchia                                                             | 0 – 1                                                                  | Croazia                                                                | Qual. Mondiali 2022                                                    | -                                                                      | 55’                                                                    |
| 7-9-2021                                                               | Spalato                                                                | Croazia                                                                | 3 – 0                                                                  | Slovenia                                                               | Qual. Mondiali 2022                                                    | 1                                                                      |                                                                        |
| 8-10-2021                                                              | Larnaca                                                                | Cipro                                                                  | 0 – 3                                                                  | Croazia                                                                | Qual. Mondiali 2022                                                    | -                                                                      | 63’                                                                    |
| 11-10-2021                                                             | Osijek                                                                 | Croazia                                                                | 2 – 2                                                                  | Slovacchia                                                             | Qual. Mondiali 2022                                                    | -                                                                      | 60’                                                                    |
| 11-11-2021                                                             | Ta' Qali                                                               | Malta                                                                  | 1 – 7                                                                  | Croazia                                                                | Qual. Mondiali 2022                                                    | 1                                                                      | 62’                                                                    |
| 14-11-2021                                                             | Spalato                                                                | Croazia                                                                | 1 – 0                                                                  | Russia                                                                 | Qual. Mondiali 2022                                                    | -                                                                      | 75’                                                                    |
| 26-3-2022                                                              | Al Rayyan                                                              | Croazia                                                                | 1 – 1                                                                  | Slovenia                                                               | Amichevole                                                             | -                                                                      | 69’                                                                    |
| 29-3-2022                                                              | Al Rayyan                                                              | Croazia                                                                | 2 – 1                                                                  | Bulgaria                                                               | Amichevole                                                             | -                                                                      |                                                                        |
| 3-6-2022                                                               | Osijek                                                                 | Croazia                                                                | 0 – 3                                                                  | Austria                                                                | UEFA Nations League 2022-2023 - 1º turno                               | -                                                                      | 58’                                                                    |
| 6-6-2022                                                               | Spalato                                                                | Croazia                                                                | 1 – 1                                                                  | Francia                                                                | UEFA Nations League 2022-2023 - 1º turno                               | -                                                                      | 63’                                                                    |
| 10-6-2022                                                              | Copenaghen                                                             | Danimarca                                                              | 0 – 1                                                                  | Croazia                                                                | UEFA Nations League 2022-2023 - 1º turno                               | 1                                                                      |                                                                        |
| 13-6-2022                                                              | Saint-Denis                                                            | Francia                                                                | 0 – 1                                                                  | Croazia                                                                | UEFA Nations League 2022-2023 - 1º turno                               | -                                                                      | 65’                                                                    |
| 22-9-2022                                                              | Zagabria                                                               | Croazia                                                                | 2 – 1                                                                  | Danimarca                                                              | UEFA Nations League 2022-2023 - 1º turno                               | -                                                                      | 71’                                                                    |
| 25-9-2022                                                              | Vienna                                                                 | Austria                                                                | 1 – 3                                                                  | Croazia                                                                | UEFA Nations League 2022-2023 - 1º turno                               | -                                                                      | 85’                                                                    |
| 16-11-2022                                                             | Riad                                                                   | Arabia Saudita                                                         | 0 – 1                                                                  | Croazia                                                                | Amichevole                                                             | -                                                                      | 65’                                                                    |
| 23-11-2022                                                             | Al Khawr                                                               | Marocco                                                                | 0 – 0                                                                  | Croazia                                                                | Mondiali 2022 - 1º turno                                               | -                                                                      | 46’                                                                    |
| 27-11-2022                                                             | Al Rayyan                                                              | Croazia                                                                | 4 – 1                                                                  | Canada                                                                 | Mondiali 2022 - 1º turno                                               | -                                                                      | 86’                                                                    |
| 1-12-2022                                                              | Al Rayyan                                                              | Croazia                                                                | 0 – 0                                                                  | Belgio                                                                 | Mondiali 2022 - 1º turno                                               | -                                                                      | 64’                                                                    |
| 5-12-2022                                                              | Al Wakrah                                                              | Giappone                                                               | 1 – 1 dts (1 – 3 dtr)                                                  | Croazia                                                                | Mondiali 2022 - Ottavi di finale                                       | -                                                                      | 68’                                                                    |
| 9-12-2022                                                              | Al Rayyan                                                              | Croazia                                                                | 1 – 1 dts (4 – 2 dtr)                                                  | Brasile                                                                | Mondiali 2022 - Quarti di finale                                       | -                                                                      | 72’                                                                    |
| 13-12-2022                                                             | Lusail                                                                 | Argentina                                                              | 3 – 0                                                                  | Croazia                                                                | Mondiali 2022 - Semifinale                                             | -                                                                      | 46’                                                                    |
| 17-12-2022                                                             | Al Rayyan                                                              | Croazia                                                                | 2 – 1                                                                  | Marocco                                                                | Mondiali 2022 - Finale 3º posto                                        | -                                                                      | 66’                                                                    |
| 25-3-2023                                                              | Spalato                                                                | Croazia                                                                | 1 – 1                                                                  | Galles                                                                 | Qual. Euro 2024                                                        | -                                                                      | 76’                                                                    |
| 28-3-2023                                                              | Bursa                                                                  | Turchia                                                                | 0 – 2                                                                  | Croazia                                                                | Qual. Euro 2024                                                        | -                                                                      | 65’                                                                    |
| 14-6-2023                                                              | Rotterdam                                                              | Paesi Bassi                                                            | 2 – 4 dts                                                              | Croazia                                                                | UEFA Nations League 2022-2023 - Semifinale                             | 1                                                                      | 24’                                                                    |
| 18-6-2023                                                              | Rotterdam                                                              | Croazia                                                                | 0 – 0 dts (4 – 5 dtr)                                                  | Spagna                                                                 | UEFA Nations League 2022-2023 - Finale                                 | -                                                                      | 61’                                                                    |
| 8-9-2023                                                               | Fiume                                                                  | Croazia                                                                | 5 – 0                                                                  | Lettonia                                                               | Qual. Euro 2024                                                        | 1                                                                      | 60’                                                                    |
| 11-9-2023                                                              | Erevan                                                                 | Armenia                                                                | 0 – 1                                                                  | Croazia                                                                | Qual. Euro 2024                                                        | -                                                                      | 69’                                                                    |
| 12-10-2023                                                             | Osijek                                                                 | Croazia                                                                | 0 – 1                                                                  | Turchia                                                                | Qual. Euro 2024                                                        | -                                                                      | 62’                                                                    |
| 15-10-2023                                                             | Cardiff                                                                | Galles                                                                 | 2 – 1                                                                  | Croazia                                                                | Qual. Euro 2024                                                        | 1                                                                      | 46’                                                                    |
| 18-11-2023                                                             | Riga                                                                   | Lettonia                                                               | 0 – 2                                                                  | Croazia                                                                | Qual. Euro 2024                                                        | -                                                                      | 61’                                                                    |
| 21-11-2023                                                             | Zagabria                                                               | Croazia                                                                | 1 – 0                                                                  | Armenia                                                                | Qual. Euro 2024                                                        | -                                                                      | 46’                                                                    |
| 23-3-2024                                                              | Cairo                                                                  | Tunisia                                                                | 0 – 0 (4 - 5 dtr)                                                      | Croazia                                                                | Amichevole                                                             | -                                                                      |                                                                        |
| 26-3-2024                                                              | Il Cairo                                                               | Egitto                                                                 | 2 – 4                                                                  | Croazia                                                                | Amichevole                                                             | -                                                                      | 67’                                                                    |
| 8-6-2024                                                               | Oeiras                                                                 | Portogallo                                                             | 1 – 2                                                                  | Croazia                                                                | Amichevole                                                             | -                                                                      | 54’                                                                    |
| 15-6-2024                                                              | Berlino                                                                | Spagna                                                                 | 3 – 0                                                                  | Croazia                                                                | Euro 2024 - 1º turno                                                   | -                                                                      | 65’                                                                    |
| 19-6-2024                                                              | Amburgo                                                                | Croazia                                                                | 2 – 2                                                                  | Albania                                                                | Euro 2024 - 1º turno                                                   | -                                                                      | 46’                                                                    |
| 24-6-2024                                                              | Lipsia                                                                 | Croazia                                                                | 1 – 1                                                                  | Italia                                                                 | Euro 2024 - 1º turno                                                   | -                                                                      | 46’                                                                    |
| 5-9-2024                                                               | Lisbona                                                                | Portogallo                                                             | 2 – 1                                                                  | Croazia                                                                | UEFA Nations League 2024-2025 - 1º turno                               | -                                                                      | 67’                                                                    |
| 8-9-2024                                                               | Osijek                                                                 | Croazia                                                                | 1 – 0                                                                  | Polonia                                                                | UEFA Nations League 2024-2025 - 1º turno                               | -                                                                      | 79’                                                                    |
| 12-10-2024                                                             | Zagabria                                                               | Croazia                                                                | 2 – 1                                                                  | Scozia                                                                 | UEFA Nations League 2024-2025 - 1º turno                               | -                                                                      | 19’ 46’                                                                |
| 15-10-2024                                                             | Varsavia                                                               | Polonia                                                                | 3 – 3                                                                  | Croazia                                                                | UEFA Nations League 2024-2025 - 1º turno                               | -                                                                      | 70’                                                                    |
| 15-11-2024                                                             | Glasgow                                                                | Scozia                                                                 | 1 – 0                                                                  | Croazia                                                                | UEFA Nations League 2024-2025 - 1º turno                               | -                                                                      | 65’                                                                    |
| 18-11-2024                                                             | Spalato                                                                | Croazia                                                                | 1 – 1                                                                  | Portogallo                                                             | UEFA Nations League 2024-2025 - 1º turno                               | -                                                                      | 46’                                                                    |
| 20-3-2025                                                              | Spalato                                                                | Croazia                                                                | 2 – 0                                                                  | Francia                                                                | UEFA Nations League 2024-2025 - Quarti di finale                       | -                                                                      | 60’                                                                    |
| 23-3-2025                                                              | Saint-Denis                                                            | Francia                                                                | 2 – 0 dts (5 – 4 dtr)                                                  | Croazia                                                                | UEFA Nations League 2024-2025 - Quarti di finale                       | -                                                                      | 71’                                                                    |
| 6-6-2025                                                               | Faro                                                                   | Gibilterra                                                             | 0 – 7                                                                  | Croazia                                                                | Qual. Mondiali 2026                                                    | 1                                                                      | 71’                                                                    |
| 9-6-2025                                                               | Osijek                                                                 | Croazia                                                                | 5 – 1                                                                  | Rep. Ceca                                                              | Qual. Mondiali 2026                                                    | -                                                                      |                                                                        |
| Totale                                                                 |                                                                        | Presenze                                                               | 76                                                                     |                                                                        | Reti                                                                   | 11                                                                     |                                                                        |

| Cronologia completa delle presenze e delle reti in nazionale ― Croazia under 21 | Cronologia completa delle presenze e delle reti in nazionale ― Croazia under 21 | Cronologia completa delle presenze e delle reti in nazionale ― Croazia under 21 | Cronologia completa delle presenze e delle reti in nazionale ― Croazia under 21 | Cronologia completa delle presenze e delle reti in nazionale ― Croazia under 21 | Cronologia completa delle presenze e delle reti in nazionale ― Croazia under 21 | Cronologia completa delle presenze e delle reti in nazionale ― Croazia under 21 | Cronologia completa delle presenze e delle reti in nazionale ― Croazia under 21 |
| Data                                                                            | Città                                                                           | In casa                                                                         | Risultato                                                                       | Ospiti                                                                          | Competizione                                                                    | Reti                                                                            | Note                                                                            |
| ------------------------------------------------------------------------------- | ------------------------------------------------------------------------------- | ------------------------------------------------------------------------------- | ------------------------------------------------------------------------------- | ------------------------------------------------------------------------------- | ------------------------------------------------------------------------------- | ------------------------------------------------------------------------------- | ------------------------------------------------------------------------------- |
| 5-3-2014                                                                        | Capodistria                                                                     | Slovenia under 21                                                               | 2 – 1                                                                           | Croazia under 21                                                                | Amichevole                                                                      | -                                                                               | 46’                                                                             |
| 28-5-2014                                                                       | Zagabria                                                                        | Croazia under 21                                                                | 1 – 1                                                                           | Ucraina under 21                                                                | Qual. Europeo Under-21 2015                                                     | -                                                                               | 74’                                                                             |
| 10-10-2014                                                                      | Wolverhampton                                                                   | Inghilterra under 21                                                            | 2 – 1                                                                           | Croazia under 21                                                                | Qual. Europeo Under-21 2015                                                     | -                                                                               | 63’ 81’                                                                         |
| 14-10-2014                                                                      | Vinkovci                                                                        | Croazia under 21                                                                | 1 – 2                                                                           | Inghilterra under 21                                                            | Qual. Europeo Under-21 2015                                                     | -                                                                               | 67’                                                                             |
| 13-11-2014                                                                      | Sebenico                                                                        | Croazia under 21                                                                | 3 – 0                                                                           | Norvegia under 21                                                               | Amichevole                                                                      | 1                                                                               |                                                                                 |
| 26-3-2015                                                                       | Zagabria                                                                        | Croazia under 21                                                                | 3 – 1                                                                           | Montenegro under 21                                                             | Amichevole                                                                      | -                                                                               | 58’                                                                             |
| 30-3-2015                                                                       | Atene                                                                           | Grecia under 21                                                                 | 0 – 2                                                                           | Croazia under 21                                                                | Amichevole                                                                      | 1                                                                               |                                                                                 |
| 3-9-2015                                                                        | Koprivnica                                                                      | Croazia under 21                                                                | 1 – 0                                                                           | Georgia under 21                                                                | Qual. Europeo Under-21 2017                                                     | -                                                                               |                                                                                 |
| 7-9-2015                                                                        | Tartu                                                                           | Estonia under 21                                                                | 0 – 4                                                                           | Croazia under 21                                                                | Qual. Europeo Under-21 2017                                                     | 2                                                                               |                                                                                 |
| 7-10-2015                                                                       | Sebenico                                                                        | San Marino under 21                                                             | 0 – 3                                                                           | Croazia under 21                                                                | Qual. Europeo Under-21 2017                                                     | 1                                                                               | 48’                                                                             |
| 12-10-2015                                                                      | Zaprešić                                                                        | Croazia under 21                                                                | 3 – 4                                                                           | Russia under 21                                                                 | Amichevole                                                                      | -                                                                               | 67’                                                                             |
| 11-11-2015                                                                      | Sebenico                                                                        | Croazia under 21                                                                | 4 – 0                                                                           | San Marino under 21                                                             | Qual. Europeo Under-21 2017                                                     | -                                                                               |                                                                                 |
| 17-11-2015                                                                      | Fiume                                                                           | Croazia under 21                                                                | 2 – 3                                                                           | Spagna under 21                                                                 | Qual. Europeo Under-21 2017                                                     | 1                                                                               | 28’ 89’                                                                         |
| 10-10-2016                                                                      | Trelleborg                                                                      | Svezia under 21                                                                 | 4 – 2                                                                           | Croazia under 21                                                                | Qual. Europeo Under-21 2017                                                     | -                                                                               | 71’                                                                             |
| Totale                                                                          |                                                                                 | Presenze                                                                        | 14                                                                              |                                                                                 | Reti                                                                            | 6                                                                               |                                                                                 |

| Cronologia completa delle presenze e delle reti in nazionale ― Croazia under 19 | Cronologia completa delle presenze e delle reti in nazionale ― Croazia under 19 | Cronologia completa delle presenze e delle reti in nazionale ― Croazia under 19 | Cronologia completa delle presenze e delle reti in nazionale ― Croazia under 19 | Cronologia completa delle presenze e delle reti in nazionale ― Croazia under 19 | Cronologia completa delle presenze e delle reti in nazionale ― Croazia under 19 | Cronologia completa delle presenze e delle reti in nazionale ― Croazia under 19 | Cronologia completa delle presenze e delle reti in nazionale ― Croazia under 19 |
| Data                                                                            | Città                                                                           | In casa                                                                         | Risultato                                                                       | Ospiti                                                                          | Competizione                                                                    | Reti                                                                            | Note                                                                            |
| ------------------------------------------------------------------------------- | ------------------------------------------------------------------------------- | ------------------------------------------------------------------------------- | ------------------------------------------------------------------------------- | ------------------------------------------------------------------------------- | ------------------------------------------------------------------------------- | ------------------------------------------------------------------------------- | ------------------------------------------------------------------------------- |
| 17-10-2013                                                                      | Ostrava                                                                         | Croazia under 19                                                                | 7 – 0                                                                           | Gibilterra under 19                                                             | Qual. Europeo Under-19 2014                                                     | 1                                                                               |                                                                                 |
| 19-10-2013                                                                      | Opava                                                                           | Croazia under 19                                                                | 2 – 2                                                                           | Cipro under 19                                                                  | Qual. Europeo Under-19 2014                                                     | -                                                                               |                                                                                 |
| 22-10-2013                                                                      | Opava                                                                           | Rep. Ceca under 19                                                              | 3 – 0                                                                           | Croazia under 19                                                                | Qual. Europeo Under-19 2014                                                     | -                                                                               |                                                                                 |
| Totale                                                                          |                                                                                 | Presenze                                                                        | 3                                                                               |                                                                                 | Reti                                                                            | 1                                                                               |                                                                                 |

## Palmarès

### Club

#### Competizioni giovanili
- Juniorsko prvenstvo Hrvatske u nogometu: 1

Hajduk Spalato: 2011-2012

#### Competizioni nazionali
- Supercoppa italiana: 1

Milan: 2016

#### Competizioni internazionali
- UEFA Europa League: 1

Atalanta: 2023-2024